# Rania
Rania is een stad en gemeente in het district Sirsa van de Indiase staat Haryana. 

## Demografie
Volgens de Indiase volkstelling van 2001 wonen er 20.958 mensen in Rania, waarvan 53% mannelijk en 47% vrouwelijk is. De plaats heeft een alfabetiseringsgraad van 54%.

## Geboren
- Sardar Singh (1986), hockeyer